# Casato di Hannover

Stemma della Casata di Hannover

Il Casato di Hannover è una dinastia reale tedesca che governò il Ducato di Brunswick-Lüneburg (tedesco Braunschweig-Lüneburg), il Regno di Hannover, e il Regno Unito di Gran Bretagna e Irlanda. Succedette nel 1714 al Casato degli Stuart come casa regnante di Gran Bretagna e Irlanda. Il casato viene a volte denominato Casa di Brunswick e Lüneburg, ramo di Hannover. Il Casato di Hannover è il ramo più recente del Casato dei Welfen, che a sua volta è un ramo del Casato degli Este.
La regina Vittoria era la nipote di re Giorgio III e fu un'antenata della maggior parte delle principali case reali europee. Organizzò matrimoni per i suoi figli e nipoti in tutto il continente, legando insieme l'Europa: ciò le fece guadagnare il nomignolo di "nonna d'Europa". Alla sua morte il trono passò nelle mani di suo figlio re Edoardo VII, il quale apparteneva al Casato di Sassonia-Coburgo-Gotha, tramite suo padre, il principe Alberto. Dato che Vittoria non poteva ereditare il regno tedesco e i ducati tedeschi in cui vigeva la legge salica, questi possedimenti passarono al successivo erede maschio idoneo, suo zio Ernesto Augusto I di Hannover, il duca di Cumberland e Teviotdale, il quinto figlio maschio di re Giorgio III.
L'attuale capo del Casato di Hannover è Ernesto Augusto V, principe di Hannover.

## Storia
Giorgio, duca di Brunswick-Lüneburg è considerato il primo membro del Casato di Hannover. Quando il Ducato di Brunswick-Lüneburg fu diviso nel 1635, Giorgio ereditò i principati di Calenberg e Gottinga e nel 1636 trasferì la sua residenza a Hannover. Suo figlio, il duca Ernesto Augusto, fu elevato a principe elettore del Sacro Romano Impero nel 1692. La moglie di Ernesto Augusto, Sofia del Palatinato, fu dichiarata erede dei troni di Gran Bretagna (poi Inghilterra e Scozia) dall'Act of Settlement del 1701, che affermò che i cattolici romani non potevano avere accesso al trono. Sofia era in quel periodo il più anziano discendente protestante di re Giacomo I d'Inghilterra.

### Monarchi Hannover: Gran Bretagna e il Regno Unito
Il figlio di Ernesto Augusto e Sofia, Giorgio I diventò il primo monarca britannico del Casato di Hannover. La dinastia espresse sette sovrani britannici:
Gran Bretagna e Irlanda
- Giorgio I (regno: 1714–1727) (Georg Ludwig = George Louis)
- Giorgio II (regno: 1727–1760) (Georg August = George Augustus)
- Giorgio III (regno: 1760–1820)[2] (Georg Wilhelm Friedrich = George William Frederick)

Regno Unito di Gran Bretagna e Irlanda
- Giorgio III (regno: 1801–1820)
- Giorgio IV (regno: 1820–1830)
- Guglielmo IV (regno: 1830–1837)
- Vittoria (regno: 1837–1901).

Giorgio I, Giorgio II e Giorgio III servirono anche come elettori e duchi di Brunswick-Lüneburg, informalmente, Elettori di Hannover (cf. unione personale). Dal 1814, quando l'Hannover diventò un regno, il monarca britannico fu anche Re di Hannover.
Nel 1837, tuttavia, l'unione personale dei troni del Regno Unito e Hannover terminò. La successione al trono hannoveriano era regolata dalla legge salica, che proibiva a una donna di ereditare, cosicché il trono non passò alla regina Vittoria ma a suo zio, il Duca di Cumberland. Nel 1901, quando la regina Vittoria morì, suo figlio ed erede Edoardo VII diventò il primo (e unico) monarca britannico del Casato di Sassonia-Coburgo-Gotha, Edoardo prese il suo nome di famiglia da quello di suo padre, il principe Alberto di Sassonia-Coburgo-Gotha.

### Re di Hannover dopo la rottura dell'unione personale
Dopo la morte di Guglielmo IV nel 1837, i seguenti re di Hannover continuarono la dinastia:
- Ernesto Augusto I (regno: 1837–1851)
- Giorgio V (regno: 1851–1866, deposto)

Il Regno di Hannover giunse a conclusione nel 1866 quando fu annesso dalla Prussia.
La rottura del 1866 tra il Casato di Hannover e il Casato di Hohenzollern fu risolta solo con il matrimonio del 1913 della principessa Vittoria Luisa di Prussia con Ernesto Augusto, duca di Brunswick.

### Ducato di Brunswick
Nel 1884, il ramo maggiore senior del Casato dei Welfen si estinse. Con la legge salica, il Casato di Hannover avrebbe avuto accesso al Ducato di Brunswick, ma vi era stata una forte pressione prussiana contro, essendo re Giorgio V di Hannover o suo figlio, il Duca di Cumberland, succeduto in uno Stato membro dell'Impero tedesco, senza nessuna forte condizione, nemmeno il giuramento alla costituzione imperiale tedesca. Da una legge del 1879, il Ducato di Brunswick istituì un comitato di reggenza temporaneo da assumere al momento della morte del Duca e, se necessario, la nomina di un reggente.
Il Duca di Cumberland proclamò sé stesso Duca di Brunswick alla morte del Duca e ne seguirono lunghe trattative, ma non furono mai risolte. Il principe Alberto di Prussia fu nominato reggente; dopo la sua morte nel 1906, gli succedette il duca Giovanni Alberto di Mecklenburg. Il figlio maggiore del Duca di Cumberland morì in un incidente d'auto nel 1912; il padre rinunciò a Brunswick in favore del figlio minore Ernesto Augusto, che sposò la figlia del Kaiser, giurò fedeltà all'Impero tedesco e gli fu permesso di salire al trono del ducato nel novembre del 1913. Fu un maggiore-generale durante la prima guerra mondiale, ma fu detronizzato come Duca di Brunswick nel 1918. Re Giorgio V del Regno Unito lo privò anche dei suoi titoli britannici nel 1919, perché «...portò le armi contro la Gran Bretagna».
La dinastia ebbe un unico sovrano:
- Ernesto Augusto III, Duca di Brunswick (regno: 1913-1918, deposto; 1887-1953).

Il di lui padre Ernesto Augusto, Principe Ereditario di Hannover, rivendicò invano entrambi i titoli di Re di Hannover e Duca di Brunswick

### Pretendenti
Gli ultimi capi del Casato di Hannover sono stati:
- re Giorgio V (pretendente, 1866–1878)
- Ernesto Augusto, principe ereditario di Hannover (1878–1923), figlio del precedente
- Ernesto Augusto III, duca di Brunswick (1923–1953), figlio del precedente
- Ernesto Augusto, principe di Hannover (1953–1987), figlio del precedente
- Ernesto Augusto, principe di Hannover (1987–presente), figlio del precedente
  - Ernesto Augusto, principe ereditario di Hannover (legittimo erede), figlio del precedente

La famiglia è residente tra Austria, dal 1866, e la Germania detenendo entrambe le nazionalità così pure quella britannica.

## Linea di successione
|                        |                        |                              |                              |                          |                              |                               |                               |                             |                               |                               |                                     |                                     |                              |                               |                               |                                |                                |                                    |                                    |                           |                           |                              |                              |                                |                                |
|                        |                        |                              |                              |                          |                              |                               |                               |                             |                               |                               |                                     |                                     |                              |                               |                               |                                |                                |                                    | · Lüneburg III                     |                           |                           |                              |                              |                                |                                |
|                        |                        |                              |                              |                          |                              |                               |                               |                             |                               |                               |                                     |                                     |                              |                               |                               |                                |                                |                                    |                                    |                           |                           |                              |                              |                                |                                |
|                        |                        |                              |                              |                          |                              |                               |                               |                             |                               |                               |                                     |                                     |                              |                               |                               |                                |                                |                                    |                                    |                           |                           |                              |                              |                                |                                |
|                        |                        |                              |                              |                          |                              |                               |                               |                             |                               |                               |                                     |                                     |                              |                               |                               |                                |                                |                                    | Ernesto Augusto *1629 †1698        |                           |                           |                              |                              |                                |                                |
|                        |                        |                              |                              |                          |                              |                               |                               |                             |                               |                               |                                     |                                     |                              |                               |                               |                                |                                |                                    |                                    |                           |                           |                              |                              |                                |                                |
|                        |                        |                              |                              |                          |                              |                               |                               |                             |                               |                               |                                     |                                     |                              |                               |                               |                                |                                |                                    |                                    |                           |                           |                              |                              |                                |                                |
|                        |                        |                              |                              |                          |                              |                               |                               |                             |                               |                               |                                     |                                     |                              | Giorgio I *1660 †1727         | Giorgio I *1660 †1727         | Federico Augusto *1661 †1690   | Federico Augusto *1661 †1690   | Massimiliano Guglielmo *1666 †1726 | Massimiliano Guglielmo *1666 †1726 | Carlo Filippo *1669 †1690 | Carlo Filippo *1669 †1690 | Cristiano Enrico *1671 †1703 | Cristiano Enrico *1671 †1703 | Ernesto Augusto II *1674 †1728 | Ernesto Augusto II *1674 †1728 |
|                        |                        |                              |                              |                          |                              |                               |                               |                             |                               |                               |                                     |                                     |                              |                               |                               |                                |                                |                                    |                                    |                           |                           |                              |                              |                                |                                |
|                        |                        |                              |                              |                          |                              |                               |                               |                             |                               |                               |                                     |                                     |                              |                               |                               |                                |                                |                                    |                                    |                           |                           |                              |                              |                                |                                |
|                        |                        |                              |                              |                          |                              |                               |                               |                             |                               |                               |                                     |                                     |                              | Giorgio II *1683 †1760        |                               |                                |                                |                                    |                                    |                           |                           |                              |                              |                                |                                |
|                        |                        |                              |                              |                          |                              |                               |                               |                             |                               |                               |                                     |                                     |                              |                               |                               |                                |                                |                                    |                                    |                           |                           |                              |                              |                                |                                |
|                        |                        |                              |                              |                          |                              |                               |                               |                             |                               |                               |                                     |                                     |                              |                               |                               |                                |                                |                                    |                                    |                           |                           |                              |                              |                                |                                |
|                        |                        |                              |                              |                          |                              |                               |                               |                             |                               |                               |                                     | Federico *1707 †1751                | Federico *1707 †1751         | Giorgio Guglielmo *1717 †1718 | Giorgio Guglielmo *1717 †1718 | Guglielmo Augusto *1721 †1765  | Guglielmo Augusto *1721 †1765  |                                    |                                    |                           |                           |                              |                              |                                |                                |
|                        |                        |                              |                              |                          |                              |                               |                               |                             |                               |                               |                                     |                                     |                              |                               |                               |                                |                                |                                    |                                    |                           |                           |                              |                              |                                |                                |
|                        |                        |                              |                              |                          |                              |                               |                               |                             |                               |                               |                                     |                                     |                              |                               |                               |                                |                                |                                    |                                    |                           |                           |                              |                              |                                |                                |
|                        |                        |                              |                              |                          |                              |                               |                               | Giorgio III *1738 †1820     | Giorgio III *1738 †1820       | Edoardo Augusto *1739 †1767   | Edoardo Augusto *1739 †1767         | Guglielmo Enrico *1743 †1805        | Guglielmo Enrico *1743 †1805 | Enrico Federico *1745 †1790   | Enrico Federico *1745 †1790   | Federico Guglielmo *1750 †1765 | Federico Guglielmo *1750 †1765 |                                    |                                    |                           |                           |                              |                              |                                |                                |
|                        |                        |                              |                              |                          |                              |                               |                               |                             |                               |                               |                                     |                                     |                              |                               |                               |                                |                                |                                    |                                    |                           |                           |                              |                              |                                |                                |
|                        |                        |                              |                              |                          |                              |                               |                               |                             |                               |                               |                                     |                                     |                              |                               |                               |                                |                                |                                    |                                    |                           |                           |                              |                              |                                |                                |
| Giorgio IV *1762 †1830 | Giorgio IV *1762 †1830 | Federico Augusto *1763 †1827 | Federico Augusto *1763 †1827 | Guglielmo IV *1765 †1837 | Guglielmo IV *1765 †1837     | Edoardo Augusto *1767 †1820   | Edoardo Augusto *1767 †1820   |                             | Ernesto Augusto I *1771 †1851 | Ernesto Augusto I *1771 †1851 | Augusto Federico *1773 †1843        | Augusto Federico *1773 †1843        | Adolfo *1774 †1850           | Adolfo *1774 †1850            | Ottavio *1779 †1783           | Ottavio *1779 †1783            | Alfredo *1780 †1782            | Alfredo *1780 †1782                |                                    |                           |                           |                              |                              |                                |                                |
|                        |                        |                              |                              |                          |                              |                               |                               |                             |                               |                               |                                     |                                     |                              |                               |                               |                                |                                |                                    |                                    |                           |                           |                              |                              |                                |                                |
|                        |                        |                              |                              |                          |                              |                               |                               |                             |                               |                               |                                     |                                     |                              |                               |                               |                                |                                |                                    |                                    |                           |                           |                              |                              |                                |                                |
|                        |                        |                              |                              |                          |                              | Vittoria *1819 †1901          | Vittoria *1819 †1901          |                             | Giorgio V *1819 †1878         | Giorgio V *1819 †1878         | Augusto Federico d'Este *1794 †1848 | Augusto Federico d'Este *1794 †1848 | Giorgio *1819 †1904          | Giorgio *1819 †1904           |                               |                                |                                |                                    |                                    |                           |                           |                              |                              |                                |                                |
|                        |                        |                              |                              |                          |                              |                               |                               |                             |                               |                               |                                     |                                     |                              |                               |                               |                                |                                |                                    |                                    |                           |                           |                              |                              |                                |                                |
|                        |                        |                              |                              |                          |                              |                               |                               |                             |                               |                               |                                     |                                     |                              |                               |                               |                                |                                |                                    |                                    |                           |                           |                              |                              |                                |                                |
|                        |                        |                              |                              |                          |                              | · Sassonia-Coburgo-Gotha      | · Sassonia-Coburgo-Gotha      | Ernesto Augusto *1845 †1923 | Ernesto Augusto *1845 †1923   | Friederike *1848 †1926        | Friederike *1848 †1926              |                                     |                              |                               |                               |                                |                                |                                    |                                    |                           |                           |                              |                              |                                |                                |
|                        |                        |                              |                              |                          |                              |                               |                               |                             |                               |                               |                                     |                                     |                              |                               |                               |                                |                                |                                    |                                    |                           |                           |                              |                              |                                |                                |
|                        |                        |                              |                              |                          |                              |                               |                               |                             |                               |                               |                                     |                                     |                              |                               |                               |                                |                                |                                    |                                    |                           |                           |                              |                              |                                |                                |
|                        |                        |                              |                              |                          |                              | Giorgio Guglielmo *1880 †1912 | Giorgio Guglielmo *1880 †1912 | Christian *1885 †1901       | Christian *1885 †1901         | Ernesto Augusto *1887 †1953   | Ernesto Augusto *1887 †1953         |                                     |                              |                               |                               |                                |                                |                                    |                                    |                           |                           |                              |                              |                                |                                |
|                        |                        |                              |                              |                          |                              |                               |                               |                             |                               |                               |                                     |                                     |                              |                               |                               |                                |                                |                                    |                                    |                           |                           |                              |                              |                                |                                |
|                        |                        |                              |                              |                          |                              |                               |                               |                             |                               |                               |                                     |                                     |                              |                               |                               |                                |                                |                                    |                                    |                           |                           |                              |                              |                                |                                |
|                        |                        |                              |                              |                          | Ernesto Augusto *1914 †1987  | Ernesto Augusto *1914 †1987   |                               |                             |                               |                               | Giorgio Guglielmo *1915 †2006       | Giorgio Guglielmo *1915 †2006       | Christian Oscar *1919 †1981  | Christian Oscar *1919 †1981   | Guelfo Enrico *1923 †1997     | Guelfo Enrico *1923 †1997      |                                |                                    |                                    |                           |                           |                              |                              |                                |                                |
|                        |                        |                              |                              |                          |                              |                               |                               |                             |                               |                               |                                     |                                     |                              |                               |                               |                                |                                |                                    |                                    |                           |                           |                              |                              |                                |                                |
|                        |                        |                              |                              |                          |                              |                               |                               |                             |                               |                               |                                     |                                     |                              |                               |                               |                                |                                |                                    |                                    |                           |                           |                              |                              |                                |                                |
|                        |                        | Ernesto Augusto *1954        | Ernesto Augusto *1954        |                          | Ludovico Rodolfo *1955 †1988 | Ludovico Rodolfo *1955 †1988  |                               | Enrico Giulio *1961         | Enrico Giulio *1961           | Guelfo *1947 †1981            | Guelfo *1947 †1981                  | Giorgio *1949                       | Giorgio *1949                |                               |                               |                                |                                |                                    |                                    |                           |                           |                              |                              |                                |                                |
|                        |                        |                              |                              |                          |                              |                               |                               |                             |                               |                               |                                     |                                     |                              |                               |                               |                                |                                |                                    |                                    |                           |                           |                              |                              |                                |                                |
|                        |                        |                              |                              |                          |                              |                               |                               |                             |                               |                               |                                     |                                     |                              |                               |                               |                                |                                |                                    |                                    |                           |                           |                              |                              |                                |                                |
|                        | Ernesto Augusto *1983  | Ernesto Augusto *1983        | Christian *1985              | Christian *1985          | Otto *1988                   | Otto *1988                    | Alberto *1999                 | Alberto *1999               | Giulio *2006                  | Giulio *2006                  |                                     |                                     |                              |                               |                               |                                |                                |                                    |                                    |                           |                           |                              |                              |                                |                                |
|                        |                        |                              |                              |                          |                              |                               |                               |                             |                               |                               |                                     |                                     |                              |                               |                               |                                |                                |                                    |                                    |                           |                           |                              |                              |                                |                                |
|                        |                        |                              |                              |                          |                              |                               |                               |                             |                               |                               |                                     |                                     |                              |                               |                               |                                |                                |                                    |                                    |                           |                           |                              |                              |                                |                                |
|                        | Guelfo Augusto *2019   |                              |                              |                          |                              |                               |                               |                             |                               |                               |                                     |                                     |                              |                               |                               |                                |                                |                                    |                                    |                           |                           |                              |                              |                                |                                |